# Bernard Sellier
Ne doit pas être confondu avec Bernard Seillier.
Pour les articles homonymes, voir Sellier.
Bernard Sellier, né le 25 septembre 1948 à Orléans et mort le 28 novembre 2013 à l'hôpital Cognacq-Jay dans le 15e arrondissement de Paris, était un photographe et militant français, pionnier de la lutte contre le VIH et des droits LGBT+.

## Biographie
Ancien employé des finances publiques, ayant exposé pour la première fois en 1982 après une scolarité à l'école d'arts graphiques de l'EFET, il intensifie sa production photographique avec sa maladie — victime d'un cancer, il est également un des premiers français touchés par le SIDA — détectée en 1984. En 1993, reprenant la photographie après un abandon de plusieurs années en faveur de son action militante, il expose au Musée de l'Homme l'année suivante ; en 1997, il publie Regards de femmes, portraits d'espoir, et réitère en 1999 avec Il y a toujours un œil ami… 55 portraits d'espoir. En janvier 1999, il convainc Barbara de poser devant son objectif : il fera les dernières photographies connues de l'artiste.
Ses archives personnelles ont été déposées entre les mains du collectif Archives LGBT, rue Santeuil, où elles sont consultables depuis avril 2023.